# Alonso Bravo de Montemayor
Alonso Bravo de Montemayor, nacido en la villa extremeña de Brozas (Cáceres). Este caballero, al que le endosaron gratuitamente el segundo apellido como Hidalgo porque ostentaba este título como distinción de su aristocrático abolengo, se ha prestado a confusiones de identidad que se supone quedarán suficientemente aclaradas con este simple comentario. Aunque en la historiografía venezolana aparece como Alonso Bravo Hidalgo, sus apellidos verdaderos eran Bravo de Montemayor.
El tal Alonso Bravo de apellido y de carácter, como capitán de las fuerzas españolas, ya había combatido en el Nuevo Reino de Granada y se avecindó en Santa Fe de Bogotá después de haber contribuido a la pacificación de aquellas tierras; y estando de vuelta en España, como era persona adinerada, buscando rentabilidad a sus inversiones, se asociaba con el gobernador don Pedro Maraver (o Malaver) de Silva para la exploración y colonización de la "Nueva Extremadura", un inconcreto territorio situado en la Provincia de Venezuela y que se suponía ubicado entre el río Orinoco y las márgenes del Amazonas.
Alonso Bravo, a quien le acompañaba su hermano Diego, además de ostentar el título de maestre de campo en la citada misión, había contribuido con 1000 pesos a la rumbosa empresa a la que esperaba sacarle altos dividendos, puesto que don Pedro le había prometido oros y moros de los gananciosos resultados que obtuvieran. Después de un incidente con los piratas en Tenerife y de una azarosa travésía por las aguas del Atlántico, a finales de mayo de 1569, desembarcaban felizmente en la isla venezolana de Margarita.

## La bilis de don Pedro
Antes de emprender la conquista de la “Nueva Extremadura”, don Pedro reúne a sus capitanes y a los principales vecinos de la isla, con la intención de pedirles parecer para acometer la empresa colonizadora. Los isleños, antiguos conquistadores y conocedores del terreno, le aconsejaron que la zona más idónea para llegar hasta su concesión, era entrar por Maracapana o subir en barco por las aguas del río Orinoco después de dejar a las mujeres y los niños en Maracapana, y también le sugerían adquirir ganado para el sustento que los isleños le venderían a buen precio. Pero don Pedro, creyendo que los isleños trataban de engañarles, despreció sus ofertas y consejos.
Es más un tal Salas, de avanzada edad, le dijo a don Pedro:”Estos señores y yo, solo buscamos la comodidad de vuestra señoría, que la nuestra no nos ha de venir de ahí, pues sin esa hemos sustentado nuestras casas honradamente desde que conquistamos estas tierras. Y si no nos cree, el tiempo le hará experimentar esta verdad bien a su costa”. Y volviéndose el viejo Salas a los capitanes, y mesándose las barbas blancas, les dijo: “Por estas canas que se han de perder todas vuesas mercedes si siguen el parecer de su general”.
Alonso Bravo, que no era hombre de medias tintas, le recrimina a don Pedro la insolente actitud que había tenido con los hospitalarios isleños que bien les habían agasajado y aconsejado tan desprendidamente, pero el terco gobernador, lejos de reconocer su error y rectificar su equivocada actitud, contesta a su maestre de campo con malas razones y le dice que: “espíritus cobardes, más embarazan que acompañan”. Y sin más contemplaciones ni razonamientos le dice tercamente que puesto que teniendo miedo de proseguir, a los que lo deseasen, les autorizaba a quedarse en la isla.

## La espantada de la gente
La altanera respuesta de don Pedro exasperó a los hermanos Bravo que, sin más complacencias, preguntaron a los soldados por su parecer. La elección no se hizo esperar, los Bravos, acompañados de 150 soldados abandonaron a don Pedro y se quedaron en la isla. El cascarrabias gobernador, maldiciendo a soldados y a isleños, precipitadamente se embarcaba al día siguiente para las costas de Venezuela, en dirección contraria a la que debiera tomar. 
Un par de días después los hermanos Bravo, y la mayoría de los 150 soldados, se embarcaban también con el mismo rumbo ya que pensaba ir a Cartagena de Indias, y cuando llegan al puerto de Borburata encuentran los dos barcos de don Pedro, atestados de víveres y al cuidado de 30 soldados, como don Pedro había tomando con su gente el camino de Nueva Valencia del Rey, los hermanos Bravo, convenciendo a los centinelas, se cobraron por su mano los 1000 pesos que les debía el gobernador. Cargaron su barco con botijas de vino y algunos alimentos y pusieron rumbo a Cartagena y con el consentimiento de ellos mismos, se llevaron a la mayoría de los treinta soldados de don Pedro.
Don Pedro viéndose abandonado de su gente, decidió irse a Chachapoyas, en Perú, para vender las propiedades que tenía en aquella ciudad y volverse a España para solicitar una nueva capitulación. Cuando don Pedro pasaba por Bogotá se encontró con los hermanos Bravo y les puso demanda ante la Real Audiencia acusándolos de que les habían robado una partida de víveres en el puerto de Borburata. Pero los Bravo lograron demostrar que solamente habían tomado mercancía por el importe de los 1000 pesos que habían prestado a don Pedro y quedaron absueltos del proceso.

## Cartagena de Indias
Resuelto el problema con don Pedro, los Bravo se quedaron en Santa Fe de Bogotá y ambos se casaron. Algún tiempo después volvieron a Cartagena de Indias y se establecieron como comerciantes. En 1582, el pirata inglés Francis Drake, saquea Cartagena de Indias y Alonso se pone al frente de las tropas españolas para repeler la agresión, pero durante la pelea recibe cinco heridas y le hacen prisionero los de Drake. El pirata inglés le exige 6000 pesos por su libertad, pero en reconocimiento por su extraordinario valor en la defensa de Cartagena, le acepta solamente 5000 pesos y manda que le curen las heridas.